# Liptena albula
Liptena albula är en fjärilsart som beskrevs av Druce 1888. Liptena albula ingår i släktet Liptena och familjen juvelvingar. Inga underarter finns listade i Catalogue of Life.